# Eugerda gurjanovae
Eugerda gurjanovae är en kräftdjursart som beskrevs av Malyutina och Oleg Grigor'evich Kussakin 1996. Eugerda gurjanovae ingår i släktet Eugerda och familjen Desmosomatidae. Inga underarter finns listade i Catalogue of Life.